# Rajagopal P. V.

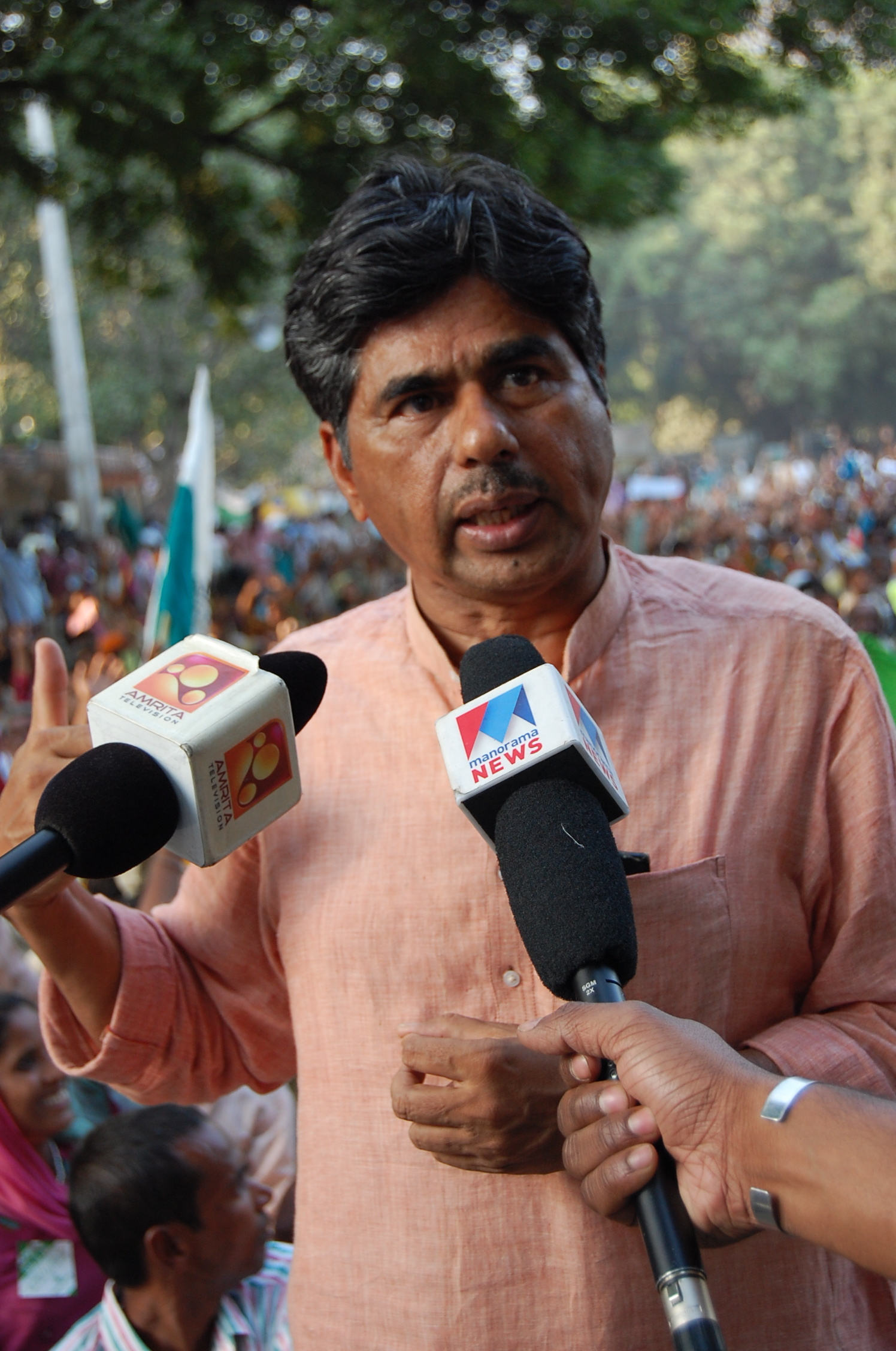
Rajagopal in Delhi (Oktober 2007)

Rajagopal Puthan Veetil (* 1948 in Thillenkery, Indien) ist ein indischer Aktivist der Gewaltlosigkeit in der Nachfolge Gandhis. Er ist Gründer und Präsident von Ekta Parishad und Vizepräsident der Gandhi Peace Foundation in Neu-Delhi.

## Leben
Rajagopal Veetil wurde 1948 als viertes von fünf Kindern in Thillenkery, einem Dorf im Bundesstaat Kerala, geboren. Sein Vater war ein „Freiheitskämpfer“ für die Unabhängigkeit Indiens, und deshalb häufig getrennt von seiner Familie. Rajagopal erhielt eine Grundschulbildung in Seva Mandir in der Sprache Malayalam. Sie folgte der Philosophie Gandhis (Leben und Arbeit in der Gemeinschaft). Danach studierte er klassischen Tanz und klassische Musik, bevor er 1969 in Sevagram, Gandhis Ashram in Maharashtra, ein Diplom als Agraringenieur erwarb. Dort erlernte er auch die englische Sprache.
Im Zug Gandhi Express, der 1969 aus Anlass von Gandhis hundertstem Geburtstag ein Jahr lang durch Indien fuhr, wurde Rajagopal P. Veetil von zahlreichen jungen Menschen angesprochen. Dies war der Anstoß dafür, dass er sich praktisch in gewaltlosen Kämpfen zu engagieren begann.
Rajagopal P. V. verwendet in der Öffentlichkeit einzig seinen Vornamen, um nicht aufgrund seiner Herkunft aus einer bestimmten Kaste etikettiert zu werden. Seit 1993 ist er mit Jill Carr-Harris, einer Kanadierin, verheiratet, welche sich ebenfalls für sozialen Wandel einsetzt.

## Sein Aktivismus

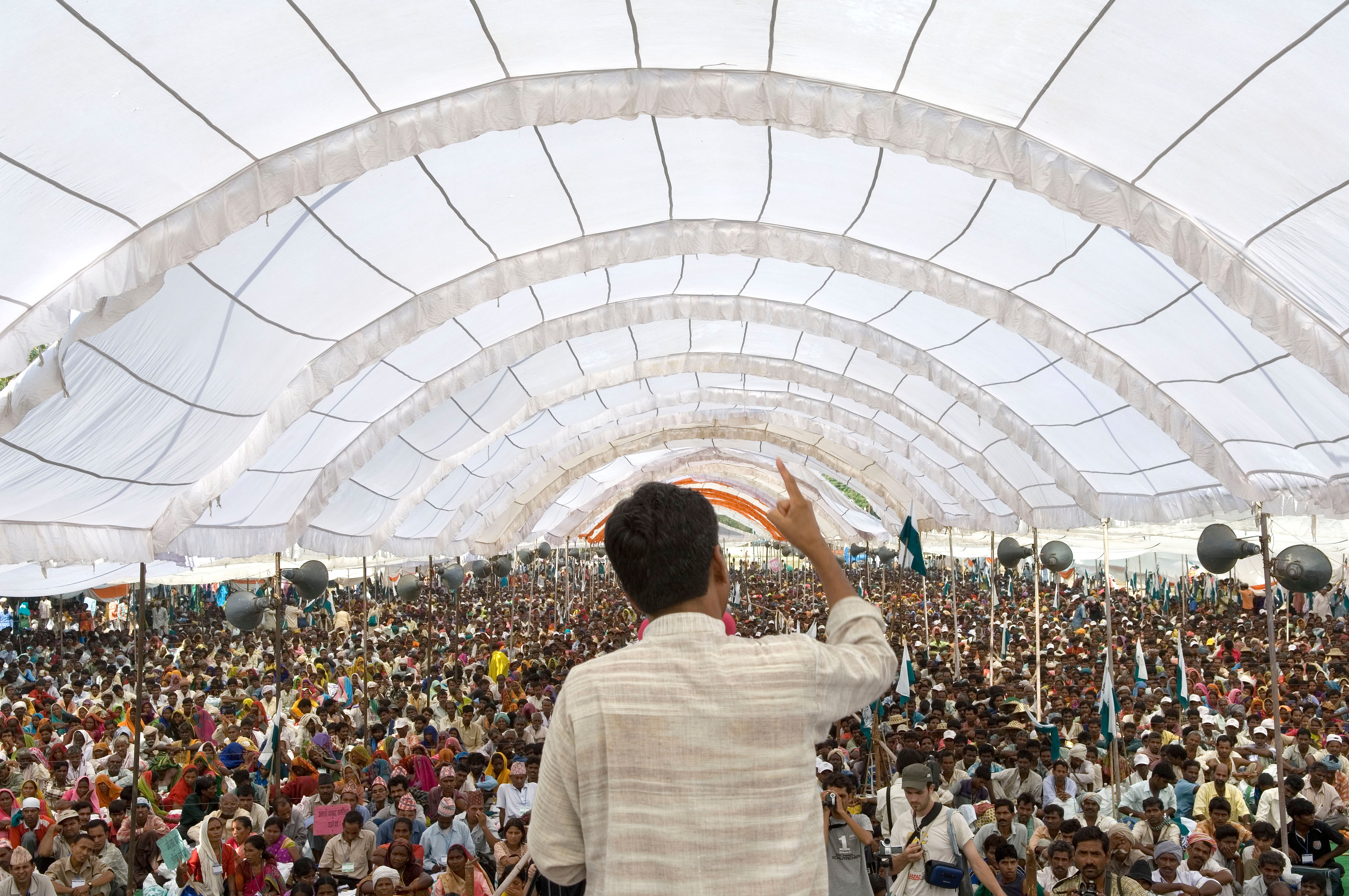
Rajagopal spricht vor 25.000 Menschen am Janadesh 2007.

Von 1970 bis 1978 lebte Rajagopal P. V. in einem Aschram in Joura, einer Ortschaft in der Nähe von Gwalior (Madhya Pradesh), einer Region, welche unter Banditismus zu leiden hatte. Den Gandhi-Aktivisten gelang es, Schritt für Schritt mit den Gruppen, welche für die Übergriffe verantwortlich waren, in Kontakt zu kommen. Sie erreichten, dass zahlreicher dieser „Dacoits“ freiwillig ihre Waffen vor einem Standbild des Mahatma Gandhi niederlegten. Diese Männer kamen für 15, 20 oder gar 25 Jahre ins Gefängnis. Die Gandhi-Aktivisten halfen währenddessen den Gefangenen sowie ihren Familien. Danach verbrachte Rajagopal P. V. ein Jahr in Nagaland, wo es Konflikte zwischen der indischen Armee und Untergrundkämpfern gab, und ein Jahr in Orissa bei der indigenen Bevölkerung, den Adivasi.

1980 kehrte Rajagopal P. V. in die Gegend des heutigen Bundesstaats Chhattisgarh zurück. Seine Erfahrung hat ihm gezeigt, dass seine Kämpfe gegen die physische Gewalt unzureichend wären, so lange es Armut, Ungerechtigkeit, Korruption und Elend gäbe. Er unternahm Kampagnen gegen die strukturelle Gewalt, indem er zahlreiche junge Menschen aufrief, auf gewaltlose Weise die Ausbeutung und die Armut in den Dörfern zu bekämpfen. Jene, die von diesem System profitieren, wandten sich folglich gegen ihn: 

„Alle waren gegen mich, weil ich Fragen aufwarf, wie: Weshalb wird der Boden nicht neu verteilt? Weshalb gibt es Arbeitssklaven im Land? Weshalb herrscht so viel Korruption in den Regierungsbüros? Weshalb entziehen sich die Politiker ihrer Verantwortung?“

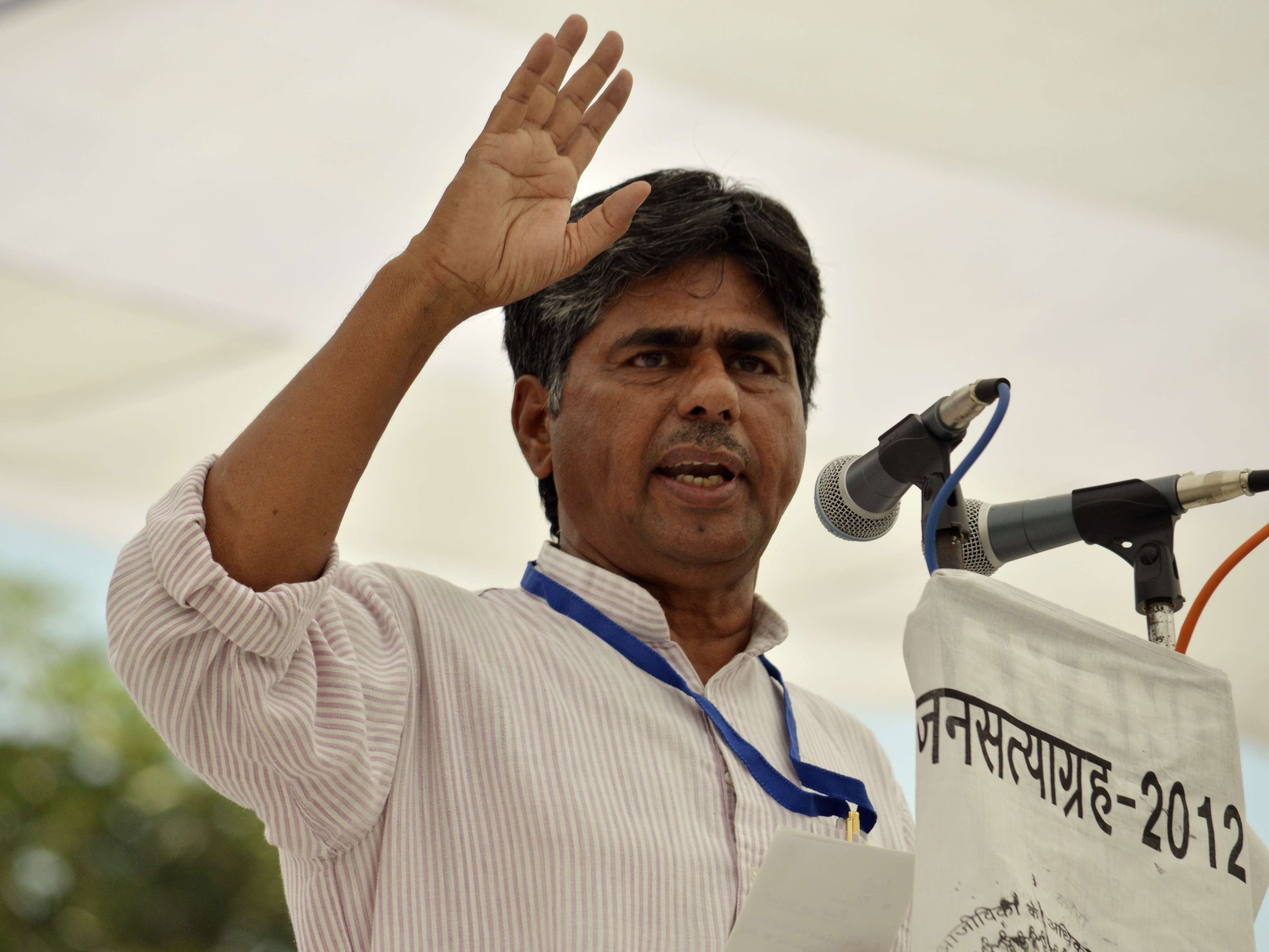
Rajagopal verkündet den Beginn des „Marsches der Gerechtigkeit“ (Jan Satyagraha) in Gwalior, Oktober 2012.

Zu dieser Zeit wurde er vom Obersten Gericht berufen, das Problem der geknechteten Arbeiter zu untersuchen. Seine Nomination fand im Rahmen des 1976 beschlossenen „Bonded Labour System (Abolition) Act“ statt. Die Macht, welche ihm diese Funktion verlieh, ermöglichte es ihm, sich zwischen 1985 und 1990 für die Rehabilitation tausender Menschen, welche in Steinbergwerken oder Dammbaustellen von Trichy, Erode und Salem im Bundesstaat Tamil Nadu gearbeitet haben, einzusetzen. Rajagopal erweiterte sein Wirken auf mehrere Staaten und Regionen, gründete einzelne Organisationen und schließlich 1991 die Dachorganisation Ekta Parishad, deren Präsident er nach wie vor ist. Bei der Gandhi Peace Foundation wurde er Sekretär und Präsident des Komitees der nationalen Kampagne der ländlichen Arbeiter.

Ekta Parishad hilft besonders den landlosen Bauern dabei, besser ihre Ressourcen zu kontrollieren, die ihnen das Überleben ermöglichen: der Boden, das Wasser und der Wald. Bei einem Treffen mit Premierminister Manmohan Singh am 24. Dezember 2005, hat Rajagopal die Forderungen seiner Bewegung ausgedrückt: 

„Schaffen Sie eine nationale Behörde für das Land, welche die Möglichkeit hat, bei Streitigkeiten und Problemen rund um das Land einzuschreiten und welche Entscheide fällen kann.“

.
Die Kampagne „Janadesh 2007“, zu der unter anderem ein Marsch landloser Dalits und Adivasi von Gwalior nach Delhi gehörte, hat im Wesentlichen dieses Ziel verfolgt. Im Oktober 2012 unternahmen Rajagopal und Ekta Parishad einen neuen Marsch, den „Marsch der Gerechtigkeit“ („Jan Satyagraha“) von Gwalior nach Delhi.
Rajagopal ist Mitglied des Unterstützerkomitees für das Russell-Tribunal zu Palästina, das am 4. März 2009 seine Arbeit aufgenommen hat.